# 最高国務会議 (中華人民共和国)
最高国務会議（さいこうこくむかいぎ）は、1954年9月の中華人民共和国憲法（1954年憲法）制定から、1975年1月の同憲法改正まで、中華人民共和国に存在した国家機関。国家元首である中華人民共和国主席（国家主席）の下に設置され、国家の重大問題を協議した。

## 概要
1954年憲法第43条によると、最高国務会議は必要に応じて国家主席が招集するとし、国家主席が最高国務会議の議長を務めることが定められていた。国家の重大事項に対する最高国務会議の意見は、国家主席によって全国人民代表大会・全国人民代表大会常務委員会・国務院およびその他の関係部門に提出され、各機関で討議の上、決定された。最高国務会議の性格・職権に関する憲法上の規定は上記のみであり、会議の内容および結果が発表されることがほとんどなかったため、最高国務会議の性格・職権については具体的なことはわかっていない。日本の中国政治研究者である毛里和子は、最高国務会議の召集がかなり恣意的であること、構成員が一定していないことから、最高国務会議は国家主席の諮問機関であるが、恣意的で非制度的なものであったと指摘する。

## 構成員
憲法上の規定によると、国家主席を議長とし、国家副主席・全人代常務委員長・国務院総理（首相）およびその他の関係者が最高国務会議に参加する。定員は一定ではなく、1000人を超えるときもあれば、60人だったりすることもあった。

## 招集
国家主席が必要と認めたときに招集される。最高国務会議が設置されていた期間の国家主席は毛沢東（国家主席在任：1954年 - 1959年）と劉少奇（国家主席在任：1959年 - 1968年）の2名であり、通算20回招集されている。

### 毛沢東
毛沢東は国家主席在任中に15回、最高国務会議を招集している。なかでも1957年2月末の最高国務会議は、毛が「人民内部の矛盾を正しく処理する問題について」と題する重要講話を行い、「百花斉放・百家争鳴」の加速を呼びかけたことで知られている。

### 劉少奇
劉少奇は国家主席在任中に5回、最高国務会議を招集している。いずれも、全人代への報告の準備など実務的なものであった。なお1965年以降は最高国務会議が開催された形跡がない。

## 終焉
1966年に発動された文化大革命によって中国の国家機構はマヒした。1968年の劉少奇失脚によって国家主席は空席となり、1975年1月の憲法改正によって廃止された。これに伴い、最高国務会議も廃止となった。国家主席職は1982年の憲法改正で再設置されたが、最高国務会議が復活することはなかった。